# Staphylococcus aureus
Lo stafilococco aureo (Staphylococcus aureus Rosenbach, 1884) è un batterio Gram-positivo, asporigeno, della famiglia Staphylococcaceae.

## Caratteristiche
È un batterio normalmente presente nella maggioranza degli adulti; immobile, non presenta una capsula evidente ed è catalasi-positivo. Tali batteri crescono bene in comuni terreni di coltura, sono aerobi-anaerobi facoltativi, con la possibilità d'utilizzo del sistema dei citocromi in presenza di ossigeno e, invece, della fermentazione in anaerobiosi. Presentano una notevole alofilia risultando, infatti, in grado di procedere allo sviluppo anche in ambienti che vedono un'elevata concentrazione (7,5%) di cloruro di sodio (il comune sale da cucina). Il nome della specie, "aureus", deriva dal fatto che le sue colture assumono una pigmentazione color giallo oro, dovuta principalmente alla sintesi di carotenoidi, in particolare zeaxantina. La presenza del pigmento dipende da numerosi fattori e per il riconoscimento del batterio è necessario considerare altre peculiarità. Essendo lo S. aureus presente a livello della cute, della mucosa della porzione anteriore del naso e della faringe, un'infezione da parte degli stessi è possibile in ogni momento.
La capsula polisaccaridica è fondamentalmente composta da un polimero di acidi uronici. Il suo potere antifagocitario protegge i batteri dall'azione dei neutrofili e dei macrofagi. Sono almeno 13 i polisaccaridi distinguibili, dei quali i tipi capsulari 5 e 8 sono posseduti dalla maggioranza (85%) dei batteri isolati nell'uomo.
Sulla superficie della cellula batterica sono presenti diverse proteine. Esse possiedono la capacità di interagire con altre strutture proteiche dell'organismo umano (per esempio il fibrinogeno, il plasminogeno, la laminina, ecc.). Queste proteine, proprio per la capacità posseduta, fungono da adesine. Tra queste va ricordata una proteina denominata clumping factor che interagisce con il fibrinogeno, legandolo e inducendone la precipitazione sulla superficie della cellula batterica. Sul vetrino, in conseguenza di ciò è possibile notare ammassi di cellule batteriche (da cui deriva il termine clump). Per osservarli si deve mescolare su un apposito vetrino portaoggetti una goccia di plasma con un'altra goccia di una sospensione densa di stafilococchi.
Altra proteina di notevole significato è la proteina A, situata nella parete cellulare, che può legare la porzione (Fc) di alcune immunoglobuline provocando diverse conseguenze, quali l'inibire la fagocitosi del batterio, impedire l'attivazione del sistema del complemento e provocare delle reazioni di stimolazione della moltiplicazione linfocitaria.

## Patogenesi
S. aureus è responsabile di infezioni suppurative acute che possono essere dislocate in diversi distretti dell'organismo quali:
- pelle
- apparato scheletrico
- apparato respiratorio
- apparato urinario
- sistema nervoso centrale

Alcuni stipiti batterici possono provocare inoltre intossicazioni e manifestazioni morbose di vario tipo a causa di alcune caratteristiche esotossine che sono in grado di produrre.
Gli strumenti dell'azione patogena di S. aureus sono vari. Alcuni di questi favoriscono la sua moltiplicazione, come la sopracitata azione antifagocitaria della capsula, le adesine e la proteina A. Altri sono legati all'azione di particolari esotossine ed enzimi capaci di danneggiare altre cellule o diffondersi ai tessuti limitrofi (ma anche distanti) al luogo dell'infezione primaria.
Nelle infezioni suppurative le tossine prodotte sono delle citolisine o emolisine α (la più diffusamente prodotta), β, γ e δ e la leucocidina-PV.
A queste vanno aggiunte alcune peculiari tossine prodotte da specifici stipiti di S. aureus quali:
- la tossina epidermiolitica (detta anche esfoliatina stafilococcica A o B). Essa provoca la "sindrome della cute ustionata da stafilococco" o sindrome di Lyell-Ritter (neonato). Questa tossina degrada i desmosomi causando, appunto, l'esfoliazione della pelle.
- l'enterotossina, che provoca delle gastroenteriti in seguito a una intossicazione di tipo alimentare causata da assunzione di cibi, ricchi di lipidi (come crema o panna, favorenti la crescita dei batteri) nei quali sia stata prodotta una certa quantità di enterotossina. Questa tossina non è presente in tutti i ceppi, infatti essa è portata dai fagi ed è quindi presente solo in quei ceppi che hanno integrato il fago lisogeno.
- la tossina dello shock tossico (TSS1), causa del cosiddetto shock tossico da stafilococco che vede la comparsa di sintomi gravi generalizzati, manifestazioni eritematose e sintomi da shock emodinamico. La mortalità è molto elevata. Questa tossina è un superantigene che provoca una risposta immunitaria estremamente potente che causa necrosi e coagulazione intravasale disseminata.

Tra gli enzimi prodotti da S. aureus vanno ricordati:
- Catalasi: convertono il perossido di idrogeno (tossico per il batterio) in acqua e ossigeno. Contribuisce alla virulenza perché impedisce l'uccisione da parte dei leucociti polimorfonucleati.
- la coagulasi stafilococcica che agisce sul fibrinogeno trasformandolo in fibrina (senza calcio). Ciò fa sì che si formi un coagulo attorno allo S. aureus che protegge e nasconde il batterio nelle prime fasi dell'infezione.
- la stafilochinasi anche detta fibrinolisina che trasforma il plasminogeno in plasmina. Il significato è di aumentare la capacità invasiva (superamento di ostruzioni meccaniche come coaguli nei capillari). Questa viene prodotta anche per eliminare il coagulo fatto dallo stesso Staphylococcus aureus per nascondersi e quindi passare da uno stato mimetico a uno stato invasivo.
- le lipasi che consentono l'utilizzo di lipidi e le nucleasi per l'idrolisi di acidi nucleici. Servono anche come azione di difesa: infatti i lipidi sono in grado di acidificare la pelle e in questo modo svolgere un'azione battericida. Grazie alla lipasi gli S. aurei riescono a colonizzare le aree sebacee, ricche di lipidi, del nostro corpo.
- la ialuronidasi (aumenta l'invasività del batterio). Abbatte, infatti, le barriere di ialuronati del tessuto connettivo.
- ureasi e serino-proteasi.
- la leucocidina è una tossina che uccide i leucociti.

## Metodi di identificazione
Esame colturale: 24-48 ore alla temperatura di 37 °C. Cresce bene nei normali terreni: il terreno base è l'agar sangue, agar nutriente, o Columbia blood agar base. 
Tuttavia è meglio utilizzare piastre di agar agar-sangue di coniglio che evidenziano aloni di emolisi intorno alle colonie di stafilococco.
In alternativa, sfruttando l'alofilia del batterio, si utilizzano piastre di agar in cui il cloruro di sodio sia concentrato al 7,5% in modo da inibire la maggioranza degli altri batteri. Si può poi aggiungere uno zucchero (generalmente mannitolo) e un indicatore di pH rosso fenolo (Terreno di Chapman o Mannitol salt agar) ottenendo così il viraggio dell'indicatore in seguito alla produzione di acidi a causa della fermentazione dello zucchero operata dallo stafilococco. La scelta del mannitolo dipende dal fatto che altre specie patogene di streptococco difficilmente lo fermentano.
La colorazione da utilizzare, allestendo preparati delle colonie, è quella di Gram. Si potrà così osservare, in caso di colonie effettivamente di S. aureus, la classica disposizione a grappolo e la colorazione Gram positiva.
La differenziazione è richiesta rispetto agli streptococchi e ai micrococchi.
Dai primi S. aureus si distingue per la produzione di catalasi. Dai micrococchi, poiché questi ultimi non sono in grado di fermentare gli zuccheri, essendo aerobi obbligati.
Altre prove utilizzabili sono quelle di agglutinazione passiva mirate verso la proteina A e il clumping factor.
Infine è possibile anche l'identificazione precisa degli stipiti produttori di una determinata tossina, ricercando appunto la stessa nel liquido di coltura del campione in esame. Per fare ciò si utilizzano tecniche di agglutinazione passiva (con l'impiego di piccole particelle di lattice la cui superficie viene ricoperta previamente di anticorpi anti-tossina), ma anche attraverso l'impiego di tecniche immunoenzimatiche.

## Terapia
L'antibiotico-resistenza è una caratteristica spesso frequente di questi batteri, specie nelle cosiddette infezioni nosocomiali (vedi sotto), costituendo un problema da non sottovalutare. Il fenomeno della resistenza è sempre più diffuso e in rapida ascesa. Cefalosporine e penicilline non sono più efficaci. Ceppi resistenti a vancomicina e meticillino-resistenti sono frequenti.
La determinazione della corretta scelta terapeutica deve basarsi necessariamente sull'antibiogramma.
Nel novembre del 2023, grazie al Deep learning, è stata scoperta una nuova classe di composti efficace contro lo stafilococco aureo resistente alla meticilina, aventi una bassa tossicità per l'uomo.

## Metodi di immunizzazione
Segnali incoraggianti nella direzione di un vaccino sono arrivati dal tentativo di allestirne uno nei confronti degli stipiti capsulari di tipo 5 e di tipo 8. La sperimentazione ha dato buoni risultati. L'applicazione sarebbe soprattutto la prevenzione nei soggetti a rischio, esposti per esempio al pericolo di infezioni nosocomiali.
L'autovaccino è utilizzato in individui non in grado di creare una risposta immunitaria efficace e soggetti a infezioni di tipo cronico.
Nel 2001 è stato sequenziato il genoma di S. aureus.

## Stafilococchi e infezioni nosocomiali
Gli agenti di queste infezioni che trovano sfogo in ambiente ospedaliero sono, sempre con maggiore frequenza, un gruppo di batteri definiti stafilococchi coagulasi-negativi.
Tra i s. coagulasi-negativi elenchiamo lo S. epidermidis (cute), S. saprophyticus (infezioni urinarie nella donna e ureteriti), S. haemolyticus, S. hominis, S. lugdunensis, S. schleiferi. Le cause delle infezioni sono di norma iatrogene. Sono frequentemente individuabili nel sangue di soggetti con impianti protesici ma anche intravascolari. Queste infezioni costituiscono un problema che può spesso risultare di difficile soluzione, a causa di una diffusa farmaco-resistenza, rivolta in molti casi a più farmaci che ha dato origine al cosiddetto MRSA (meticillin resistant Staphylococcus aureus).